# ABC Behinderung & Beruf
Das ABC Fachlexikon – Beschäftigung schwerbehinderter Menschen ist ein Fachlexikon, das von der Bundesarbeitsgemeinschaft der Integrationsämter und Hauptfürsorgestellen herausgegeben wird. Darin werden Begriffe aus dem Themenkomplex der Teilhabe behinderter Menschen am Arbeitsleben erklärt. Als „Handbuch für die betriebliche Praxis“ enthält das Lexikon neben dem lexikalischen Teil auch eine Übersicht über Leistungen für behinderte Menschen im Beruf.
Die Integrationsämter stellen das Lexikon im Rahmen ihrer Schulungs- und Aufklärungsarbeit kostenlos zur Verfügung. Sie unterstützen damit vor allem die Arbeit des betrieblichen Integrationsteams.